# Мейнфрейм
Мейнфре́йм (также мэйнфрейм, от англ. mainframe) — большой универсальный высокопроизводительный, отказоустойчивый сервер со значительными ресурсами ввода-вывода, большим объёмом оперативной и внешней памяти, предназначенный для использования в критически важных системах (англ. mission-critical) с интенсивной пакетной и оперативной транзакционной обработкой.
Основной разработчик мейнфреймов — корпорация IBM, её самые известные мейнфреймы вышли в рамках продуктовых линеек System/360, 370, 390, zSeries. В разное время мейнфреймы производили Hitachi, Bull, Unisys, DEC, Honeywell, Burroughs, Siemens, Amdahl, Fujitsu, в странах СЭВ выпускались мейнфреймы ЕС ЭВМ.

## История
Историю мейнфреймов принято отсчитывать с появления в 1964 году универсальной компьютерной системы IBM System/360, на разработку которой корпорация IBM затратила 5 млрд долларов. Сам термин «мейнфрейм» происходит от названия типовых процессорных стоек этой системы. В 1960-х — начале 1980-х годов System/360 была безоговорочным лидером на рынке. Её клоны выпускались во многих странах, в том числе — в СССР (серия ЕС ЭВМ).
Мейнфреймы IBM используются в более чем 25 тысячах организаций по всему миру (без учёта клонов), в России их, по разным оценкам, от 1500 до 7000 (с учётом клонов). Около 70% всех важных бизнес-данных обрабатываются на мейнфреймах.
В начале 1990-х начался кризис рынка мейнфреймов, пик которого пришёлся на 1993 год. Многие аналитики заговорили о полном вымирании мейнфреймов, о переходе от централизованной обработки информации к распределённой (с помощью персональных компьютеров, объединённых двухуровневой архитектурой «клиент-сервер»). Многие стали воспринимать мейнфреймы как вчерашний день вычислительной техники, считая Unix- и PC-серверы более современными и перспективными.
Важной причиной резкого уменьшения интереса к мейнфреймам в 1980-х годах было бурное развитие PC и Unix-ориентированных машин, в которых, благодаря применению новых технологий создания микросхем, удалось значительно уменьшить энергопотребление, а их размеры достигли размеров настольных станций. В то же время для установки мейнфреймов требовались огромные площади, а использование устаревших полупроводниковых технологий в мейнфреймах того времени влекло за собой необходимость жидкостного (например, водяного) охлаждения. Так что, несмотря на их вычислительную мощь, из-за дороговизны и сложности обслуживания мейнфреймы всё меньше пользовались спросом на рынке вычислительных средств.
Ещё один аргумент против мейнфреймов состоял в том, что в них не соблюдается основной принцип открытых систем, а именно — совместимость с другими платформами.
Руководство IBM разработало принципиально новую стратегию в отношении мейнфреймов с целью значительно повысить производительность, снизить стоимость владения, а также добиться высокой надёжности и доступности систем. Достижению этих планов способствовали важные перемены в технологической сфере: на смену биполярной технологии изготовления процессоров для мейнфреймов пришла технология КМОП. Переход на новую элементную базу позволил значительно снизить уровень энергопотребления мейнфреймов и упростить требования к системе электропитания и охлаждения (жидкостное охлаждение было заменено воздушным). Мейнфреймы на базе КМОП-микросхем быстро прибавляли в производительности и уменьшались в габаритах. Поворотным событием стал переход на 64-разрядную архитектуру z/Architecture. Современные мейнфреймы перестали быть закрытой платформой: они способны поддерживать на одной машине сотни серверов с различными операционными системами.
Согласно одному из прогнозов Gartner, к 1993 году прогнозировалось отключение последнего мейнфрейма, однако, по состоянию на 2013 год, не только многие мейнфреймы остаются в промышленной эксплуатации, но и активно выпускаются новые, и объёмы продаж новых систем демонстрируют периодический рост.

## Особенности и характеристики современных мейнфреймов
- Среднее время наработки на отказ. Время наработки на отказ современных мейнфреймов оценивается в 12-15 лет. Надёжность мейнфреймов — это результат их почти 60-летнего совершенствования. Группа разработки операционной системы VM/ESA затратила 20 лет на удаление ошибок, и в результате была создана система, которую можно использовать в самых ответственных случаях.
- Повышенная устойчивость систем. Мейнфреймы могут изолировать и исправлять большинство аппаратных и программных ошибок за счёт использования следующих принципов:
  - Дублирование: два резервных процессора, резервные модули памяти, альтернативные пути доступа к периферийным устройствам.
  - Горячая замена всех элементов вплоть до каналов, плат памяти и центральных процессоров.
- Целостность данных. В мейнфреймах используется память с коррекцией ошибок. Ошибки не приводят к разрушению данных в памяти или данных, ожидающих вывода на внешние устройства. Дисковые подсистемы, построенные на основе RAID-массивов с горячей заменой и встроенных средств резервного копирования, защищают от потерь данных.
- Рабочая нагрузка. Рабочая нагрузка мейнфреймов может составлять 80-95 % от их пиковой производительности. Операционная система мейнфрейма будет обрабатывать всё сразу, причём все приложения будут тесно сотрудничать и использовать общие компоненты ПО.
- Пропускная способность. Подсистемы ввода-вывода мейнфреймов разработаны так, чтобы работать в среде с высочайшей рабочей нагрузкой на ввод-вывод данных.
- Масштабирование. Масштабирование мейнфреймов может быть как вертикальным, так и горизонтальным. Вертикальное масштабирование обеспечивается линейкой процессоров с производительностью от 5 до 200 MIPS и наращиванием до 12 центральных процессоров в одном компьютере. Горизонтальное масштабирование реализуется объединением ЭВМ в Sysplex (System Complex) — многомашинный кластер, выглядящий с точки зрения пользователя единым компьютером. Всего в Sysplex можно объединить до 32 машин. Географически распределённый Sysplex называют GDPS. В случае использования операционной системы VM для совместной работы можно объединить любое количество компьютеров. Программное масштабирование — на одном мейнфрейме может быть сконфигурировано фактически бесконечное число различных серверов. Причём все серверы могут быть изолированы друг от друга так, как будто они выполняются на отдельных выделенных компьютерах и в то же время совместно использовать аппаратные и программные ресурсы и данные.
- Доступ к данным. Поскольку данные хранятся на одном сервере, прикладные программы не нуждаются в сборе исходной информации из множества источников, не требуется дополнительное дисковое пространство для их временного хранения, не возникает сомнений в их актуальности. Требуется небольшое количество физических серверов и значительно более простое программное обеспечение. Всё это, в совокупности, ведёт к повышению скорости и эффективности обработки.
- Защита. Встроенные в аппаратуру возможности защиты, такие как криптографические устройства и Logical Partition, и средства защиты операционных систем, дополненные программными продуктами RACF или VM:SECURE, обеспечивают надёжную защиту.
- Пользовательский интерфейс. Пользовательский интерфейс у мейнфреймов всегда оставался наиболее слабым местом. Сейчас же стало возможно для прикладных программ мейнфреймов в кратчайшие сроки и при минимальных затратах обеспечить современный веб-интерфейс.
- Сохранение инвестиций — использование данных и существующих прикладных программ не влечёт дополнительных расходов на приобретение нового программного обеспечения для другой платформы, переучивание персонала, перенос данных и т. д.

## Положение на рынке
На данный момент мейнфреймы являются самыми масштабными серверами, которые проводят 1,3 миллиона транзакций каждую секунду. Мейнфреймы IBM, Unisys, Fujitsu занимают 80% всего рынка. Рынок Северной Америки является самым большим.

## Мейнфреймы и суперкомпьютеры
Суперкомпьютеры — это машины, находящиеся на пике доступных сегодня вычислительных мощностей, особенно в области операций с числами. Суперкомпьютеры используются для научных и инженерных задач (высокопроизводительные вычисления, например, в области метеорологии или моделирования ядерных процессов), где ограничительными факторами являются мощность процессора и объём оперативной памяти, тогда как мейнфреймы применяются для целочисленных операций, требовательных к скорости обмена данными, к надёжности и к способности одновременной обработки транзакций (ERP, системы онлайн-бронирования, автоматизированные банковские системы). Производительность мейнфреймов, как правило, вычисляется в миллионах операций в секунду (MIPS), а суперкомпьютеров — в операциях с плавающей запятой (точкой) в секунду (FLOPS).
В контексте общей вычислительной мощности мейнфреймы, как правило, проигрывают суперкомпьютерам.